# Rasimavičius
Rasimavičius ist ein litauischer männlicher Familienname.

## Weibliche Formen
- Rasimavičiūtė (ledig)
- Rasimavičienė (verheiratet)

## Personen
- Pranas Vytautas Rasimavičius (1930–2002), Familienrechtler, Verfassungsrichter, Professor
- Liudvikas Narcizas Rasimavičius (1938–2023), Jurist und Politiker